# Carsten Nentwig
Carsten Nentwig (* 31. August 1966 in Düsseldorf) ist ein ehemaliger österreichischer Bobsportler.
Nentwig trat bei den Olympischen Winterspielen 1992 in Albertville und 1994 in Lillehammer an. Seine beste Platzierung war der sechste Platz im Viererbob 1994 in Lillehammer. 
Mit Gerhard Rainer, Thomas Bachler und Martin Schützenauer trat er im Viererbob in Albertville an und fuhr auf den 10. Platz.
1994 trat er zusammen mit Kurt Einberger, Thomas Bachler und Martin Schützenauer nur im Viererbob an.